# Delivered At Frontier

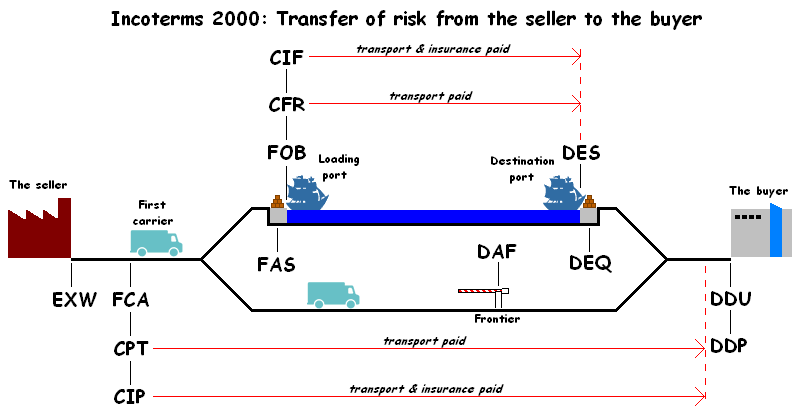
Diagram över Incotermer

Delivered At Frontier (DAF) är en Incoterm.
Delivered at Frontier betyder att godset är levererat när köparen har kontroll över godset i lastningsfordonet, ej avlastat, exportklarerat, ej importklarerad, på angiven plats vid landgräns och före tullen i angränsande land. Landgräns kan vara alla länder, även landet där lastningen sker. Därför är det viktigt att precist ange där övergången ska ske.
Denna term kan användas till alla typer av transportmedel, men är främst avsedd för väg- och järnvägstransport. 
Transportdokumentet övergår när godset finns vid landgränsen. Transportrisken övergår när godset finns vid landgränsen. Kostnaden för godstransporten övergår när godset finns vid landgränsen.
Termen utgick 1 januari 2011 i och med nya riktlinjer och ersattes då av DAP (Delivered at Place) eller DAT (Delivered at Terminal)